# The Romance of a Dry Town
The Romance of a Dry Town è un cortometraggio muto del 1912 diretto da P.J. Hartigan (Pat Hartigan). Interpretato da Ruth Roland e da Marshall Neilan, venne prodotto dalla Kalem Company.

## Produzione
Il film, prodotto dalla Kalem Company, fu girato in California, a Santa Monica.

## Distribuzione
Distribuito dalla General Film Company, il film - un cortometraggio in una bobina - uscì nelle sale cinematografiche USA il 6 marzo 1912.